# Стратоника (жена Архагата)
Стратоника (др.-греч. Στρατoνίκη; родилась 301—298 годы до н. е.) — жена эпистата Ливии Архагата, сына царя Сиракуз Агафокла. Известна лишь из одной надписи. Некоторые историки отождествляют её с одноимённой любовницей египетского царя Птолемея II. Также существует гипотеза, что она дочь царя Деметрия I Полиоркета и автор посвящения в честь царицы Арсинои.

## Надпись из Александрии
Единственный известный источник, указывающий на существование Стратоники, это посвящение на белой мраморной плите, найденной в Александрии. Впервые о ней упомянул в своём труде археолог Алан Роу, а опубликована она была Питером Фрейзером в 1956 году. Текст надписи:

Царь Птолемей, сын Птолемея и Береники, спасённый Архагат, сын Агафокла эпистат Ливии и его жена Стратоника теменосу Сераписа и Исиды.
Оригинальный текст (др.-греч.)Ὑπὲρ βασιλέως Πτολεμαίου

   τοῦ Πτολεμαίου καὶ Βερενίκης

    Σωτήρων Ἀρχάγαθος Άγαθο

    κλέους ὁ ἐπιστάτης τῆς Λιβύ

    ης καὶ ἡ γυνὴ νν Στρατονίκη

    Σαράπιδι Ἴσιδι τὸ τέμενος.

Плита из Александрии

Питер Фрейзер датировал надпись первыми годами правления Птолемея II. Он объяснял это отсутствием в тексте упоминания о царице Арсиное и тем, что Птолемей I и Береника I не названы богами. Таким образом плита была установлена до их обожествления в 280/79 годах до н. э. Сам Фрейзер не уделил особого внимания тому, что имя жены указано на посвящении. Позже учёный Луиджи Моретти сделал замечание, что на самом деле это очень удивительно и Стратоника должна быть лицом очень высокого ранга. В ответ, Фрейзер привёл несколько примеров, когда в посвящениях указывали не только имя жены, но и детей. Однако учёный Роджер Багналл отметил, что все примеры Фрейзера относятся к более позднему периоду и только один из них старше 150 года до н. э. и датируется правлением Птолемея III.

## Дочь Деметрия Полиоркета
Луиджи Моретти предложил смелую теорию, что жена Архагата могла быть неизвестной до этого дочерью диадоха Деметрия I Полиоркета. В качестве доказательства, исследователь приводил надпись с римской копии эллинистической статуи царицы Арсинои неизвестного происхождения. Текст надписи:

Статуя царицы Арсинои, дочери царя Птолемея и царицы Береники посвящена Стратоникой, дочерью царя Деметрия.
Оригинальный текст (др.-греч.)βασίλισσαν Ἀρσινόην βασιλέως

	Πτολεμαίου καὶ βασιλίσσης Βερενίκης

	Στρατονίκη βασιλέως Δημητρίου.

Моретти идентифицировал царицу Арсиною, как Арсиною II, дочь Птолемея I и Береники I. По мнению Грейс Макурди, Стратоника из надписи, это Стратоника Сирийская, дочь Деметрия Полиоркета и жена Селевка I Никатора и Антиоха I Сотера. А сама статуя была подарком на свадьбу Арсинои с Лисимахом. Однако Моретти отмечал, что очень необычно, для незамужней на тот момент девушки, делать такой подарок. Поэтому он предложил гипотезу, что это подарок от другой дочери Деметрия, неизвестной из других источников. По мнению Моретти, Стратоника попала в Египет, когда войско Птолемея I захватило Саламин, и в плен попали мать Деметрия I и его дети. Однако, Роджер Багналл указывал, что, согласно Плутарху, Лагид вернул Деметрию его родственников с щедрыми дарами. По мнению Багналла, Стратоника могла попасть в Египет, когда Деметрий I отправил своего сына Александра и эпирского царевича Пирра в Египет в качестве заложников. Учитывая, что Александр был сыном эпирской царевны Деидамии, Стратоника также могла быть её ребёнком. Согласно подсчётам Багналла, дети Деидамии родились в промежутке 301—298 годов до н. э. Таким образом, Стратоника была примерно одного возраста с Аргахатом.
Сам публикатор надписи, Питер Фрейзер, скептически относился к гипотезе Моретти. Похоже отзывался о ней исследователь Крис Беннетт, считая её очень шаткой. Взамен, он предложил версию, что в надписи говорится об Арсиное III и другой гипотетической Стратонике, дочери македонского царя Деметрия II и Стратоники Македонской. Сама статуя была подарком по случаю воцарения Птолемея IV в 222 году до н. е. По мнению Беннетта, хотя об этой Стратонике не упоминается в источниках, она вполне могла существовать. Известно, что у её отца было много детей, а имя она могла получить в честь матери. Также исследователь отмечал, что немецкий учёный Вернер Гусс считал эту надпись фальшивкой.

## Любовница Птолемея II
Роджер Багнал отождествил жену Архагата с одноимённым любовницей царя Птолемея II. О ней упоминает Афиней в «Пирующих софистах», со ссылкой на «Записки» Птолемея VIII, приводя список любовниц Птолемея II. Согласно Афинею, мавзолей Стратоники находился на морском побережье вблизи Елевсин, пригорода Александрии. Даниэль Огден считал гипотезу Багнала неубедительной, так как она основывается только на том, что эти женщины имели одинаковое имя. Крис Беннетт, хотя и был согласен с аргументами Огдена, не отвергал полностью эту гипотезу. По его мнению, именно из-за статуса Стратоники как любовницы повелителя её имя и было написано на мраморной плите рядом с мужем. Исследователь предполагал, что само замужество состоялось в рамках традиции выдавать беременных любовниц царя за придворных, чтобы последние становились официальными отцами внебрачных детей правителя.
То что любовницы в списке приведены не по алфавиту, натолкнуло исследователя Алана Кемерона на мысль, что женщины расположены в хронологическом порядке. Даниэль Огден был не согласен с его гипотезой. Он считал что любовницы могут находиться в списке бессистемно, а если они и расположены по какому-то критерию, то скорее по красоте. Потому что первая в списке, известная своей красотой, Дидима.